# Малотомский сельсовет
Малотомский сельсовет — сельское поселение в Маслянинском районе Новосибирской области Российской Федерации.
Административный центр — деревня Малая Томка.

## История
Статус и границы сельского поселения установлены Законом Новосибирской области от 2 июня 2004 года № 200-ОЗ «О статусе и границах муниципальных образований Новосибирской области»

## Население
| 2002 | 2010 | 2012 | 2013 | 2014 | 2015 | 2016 |
| ---- | ---- | ---- | ---- | ---- | ---- | ---- |
| 871  | ↘751 | ↘726 | ↘716 | ↘681 | ↘656 | ↘654 |
| 2017 | 2018 | 2019 | 2020 | 2021 |      |      |
| ↗658 | →658 | ↘657 | ↘642 | ↘620 |      |      |

## Состав сельского поселения
| № | Населённый пункт | Тип населённого пункта          | Население |
| - | ---------------- | ------------------------------- | --------- |
| 1 | Воробьёва Заимка | посёлок                         | ↘2        |
| 2 | Дресвянка        | деревня                         | ↘258      |
| 3 | Малая Томка      | деревня, административный центр | ↘491      |